# Rune (jeu vidéo)
Pour les articles homonymes, voir Rune (homonymie).
Rune est un jeu vidéo d'action se déroulant dans un univers viking, développé par Human Head Studios puis édité par Gathering of Developers. Sorti en 2000 sur les systèmes Linux, Mac OS, PlayStation 2 et Windows, il a connu une extension Rune: Halls of Valhalla sortie en 2001.

## Scénario
Après la trahison de son bras droit Conrack, le capitaine d'un drakkar voit tout son équipage sombrer et périr. Son fils Ragnar, interprété par le joueur, sombre et meurt lui aussi. Pourtant, Odin lui apparaît et le fait revivre pour accomplir une mission : contrecarrer les plans de Loki, qui souhaite déchaîner Ragnarok depuis son lieu d'exil. Ragnar devra manier plusieurs armes : gourdin, épée et hache (une quinzaine d'armes différentes en tout) selon les ennemis qu'il affrontera pour parvenir à accomplir la mission que lui confie Odin.

## Réception critique
- Joystick
  - « Rune c'est un jeu d'action, agrémenté d'un poil de Tomb Raider et d'un soupçon d'énigmes »[1]
  - « Un très bon graphisme »[1]
  - « Rune est un bel exemple de maniabilité et de réalisation »[1]
  - « Techniquement performant mais ludiquement répétitif [...] le jeu [...] ne se renouvelle pas assez »[1]
  - « Beaucoup trop peu d'ennemis »[1]